# رغل منسطح
رغل منسطح (الاسم العلمي: Atriplex humifusa) هو نوع نباتي يتبع جنس الرغل من فصيلة القطيفية.